# Onderzees plateau

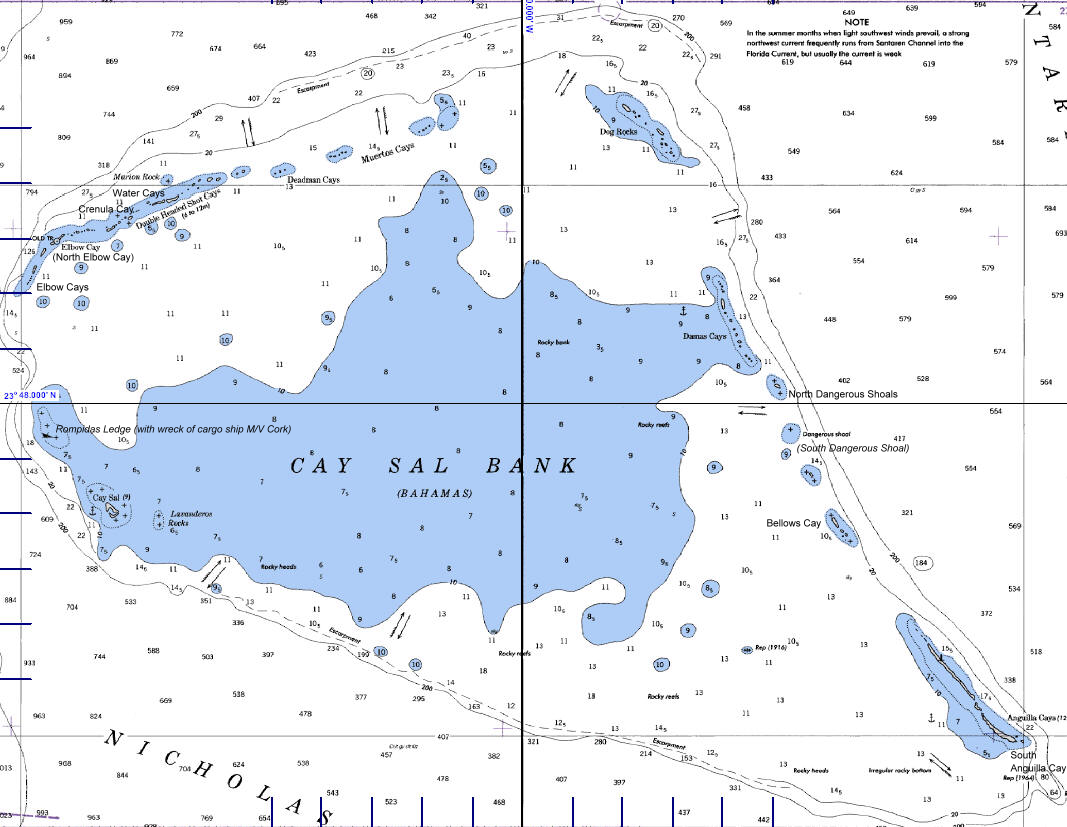
Cay Salbank, een van de onderzeese plateaus van de Bahama's

Onderzeese plateaus, soms ook aangeduid als zandbanken of onderzeese banken, zijn verhogingen van de zeebodem die zich op het continentaal plat bevinden en worden omringd door dieper water. Het zijn ondiepten of heuvels boven de zeebodem, die soms van vulkanische oorsprong zijn (oceanisch plateau) of uit verzonken atollen bestaan. Seamounts (onderzeese vulkanen) worden niet hiertoe gerekend, omdat ze opstijgen uit de diepzee en steiler en hoger zijn in relatie tot de omringende zeebedding. Onderzeese plateaus kunnen zowel carbonatisch (kalk) als terrigeen (erosie) van aard zijn. Omdat ze geen verbindingen hebben met landmassa's, hebben onderzeese plateaus geen externe aanvoer van sedimenten. Carbonatische plateaus zijn meestal platforms die oprijzen van de zeebodem, waar terrigene plateaus bestaan uit verhoogde sedimentaire afzettingen. Soms komen onderzeese plateaus boven het wateroppervlak uit en vormen eilanden.
Onderzeese plateaus vormen vaak een plek waar zich veel zeeflora en -fauna (bijvoorbeeld visgronden) bevindt en zijn daarom vaak belangrijk voor de visserij.
De grootste onderzeese plateaus zijn:
- Newfoundlandbank (Grand Banks; Canada): ca. 280.000 km² - terrigeen plateau;
- Great Bahamas Bank: 95.798,12 km² - telt een aantal eilanden;
- Saya de Malha (bij de Mascarenen): ca. 35.000 km² - exclusief de afgescheiden Noordbank, diepte ten opzichte van zeeoppervlak ten minste 7 meter;
- Sychellenplateau: ca. 31.000 km² - telt een aantal eilanden (totale oppervlakte: 266 km²);
- Georges Bank (Verenigde Staten): ca. 28.800 km² - terrigeen plateau;
- Lansdowne (Nieuw-Caledonië): ca. 21.000 km² - diepte ten opzichte van zeeoppervlak ten minste 3,7 meter;
- Doggersbank (Noordzee): ca. 17.600 km² - diepte ten opzichte van zeeoppervlak ten minste 13 meter;
- Little Bahamas Bank: 14.260,64 km² - telt een aantal eilanden;
- Great Chagos Bank (Chagosarchipel): 12.642 km² - telt een aantal eilanden (totale oppervlakte: 4,5 km²);
- Reedbank (Spratly-eilanden): 8.866 km² - diepte ten opzichte van zeeoppervlak ten minste 9 meter;
- Caicosbank (Caicoseilanden): 7.680 km² - telt een aantal eilanden (totale oppervlakte: 589,5 km²);
- Zhongsha-eilanden (Macclesfieldplateau): 6.448 km² - diepte ten opzichte van zeeoppervlak ten minste 9,2 meter;
- Noordplateau of Ritchieplateau (ten noorden van Saya de Malha): ca. 5.800 km² - diepte ten opzichte van zeeoppervlak minder dan 10 meter;
- Cay Salbank (Bahama's): 5.226,73 km² - telt een aantal eilanden (totale oppervlakte: 14,87 km²);
- Banco Rosalinda (nabij Honduras/Nicaragua): ca. 4.500 km² - diepte ten opzichte van zeeoppervlak ten minste 7,3 meter.